# Cryptus anzobicus
Cryptus anzobicus là một loài tò vò trong họ Ichneumonidae.